# Gordon Bunshaft

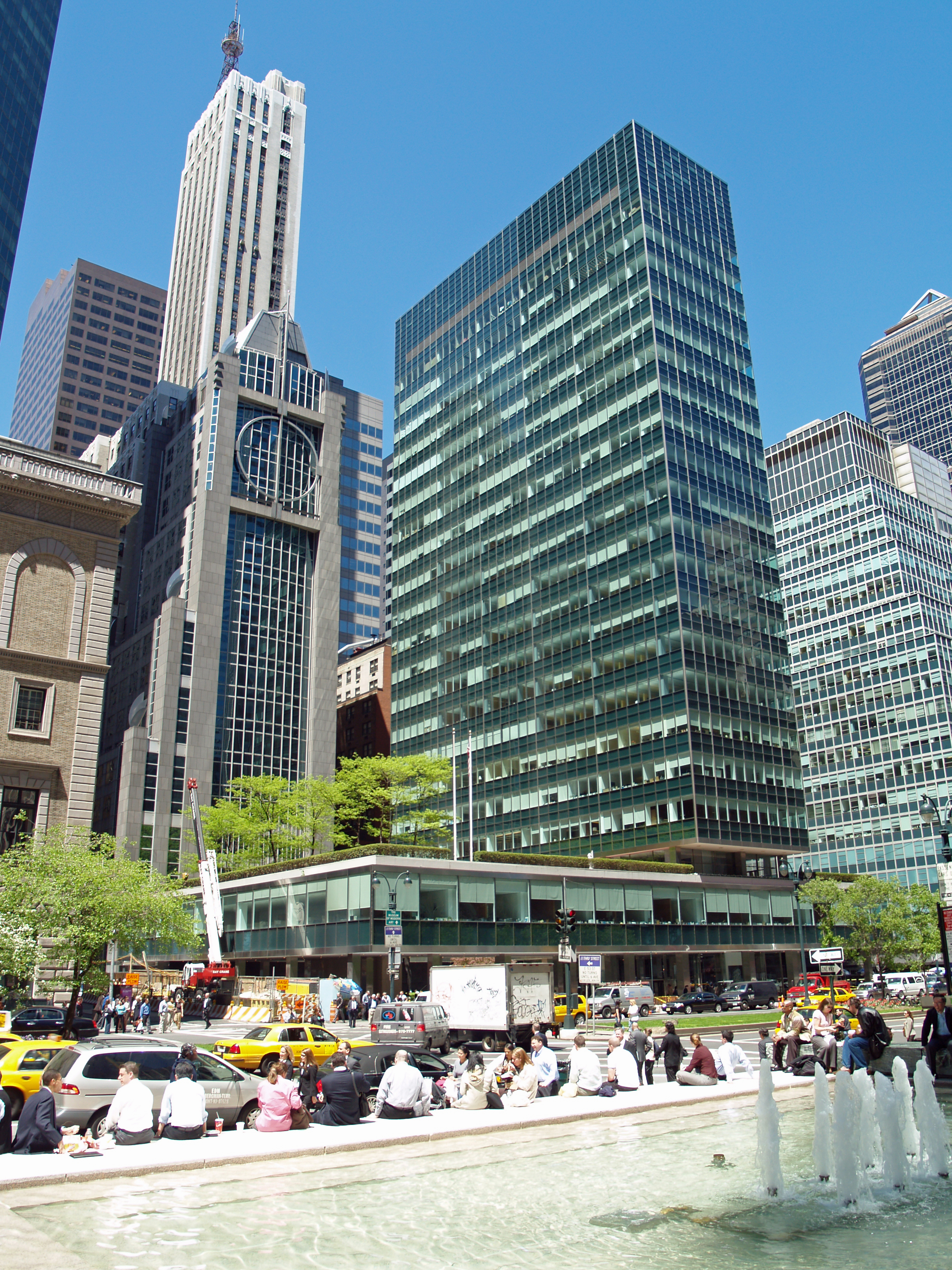
Lever House by David Shankbone

Gordon Bunshaft (Búfalo, 9 de mayo de 1909 - Nueva York, 6 de agosto de 1990) fue un arquitecto estadounidense.
Bunshaft trabajó con varios arquitectos y diseñadores industriales, hasta que se convirtió en socio de la recién creada agencia Skidmore, Owings and Merrill en su sede de Nueva York. Era seguidor del Movimiento Moderno, siendo muy influenciado por los arquitectos Mies van der Rohe y Le Corbusier desde el principio. Entre sus trabajos más conocidos se encuentra la conocida como Lever House de Nueva york, que se construyó para ser la sede principal de la compañía de jabón Lever Brothers. La única vivienda unifamiliar que proyectó fue la genial Casa Travertino, de 210 m², hecha para la propia familia Bunshaft.
En 1988 recibió el Premio Pritzker, junto al brasileño Oscar Niemeyer ex æquo.

## Formación
Bunshaft nació en Buffalo, Nueva York, de padres inmigrantes judíos rusos, y asistió a Lafayette High School. Recibió su licenciatura (1933) y su maestría (1935) del Instituto de Tecnología de Massachusetts, y estudió en Europa con una beca de viaje de estudios Rotch de 1935 a 1937.

## Trayectoria
Después de su beca de viaje, Bunshaft trabajó brevemente para Edward Durell Stone y el diseñador industrial Raymond Loewy antes de unirse a SOM. Las primeras influencias de Bunshaft incluyeron a Mies van der Rohe y Le Corbusier.

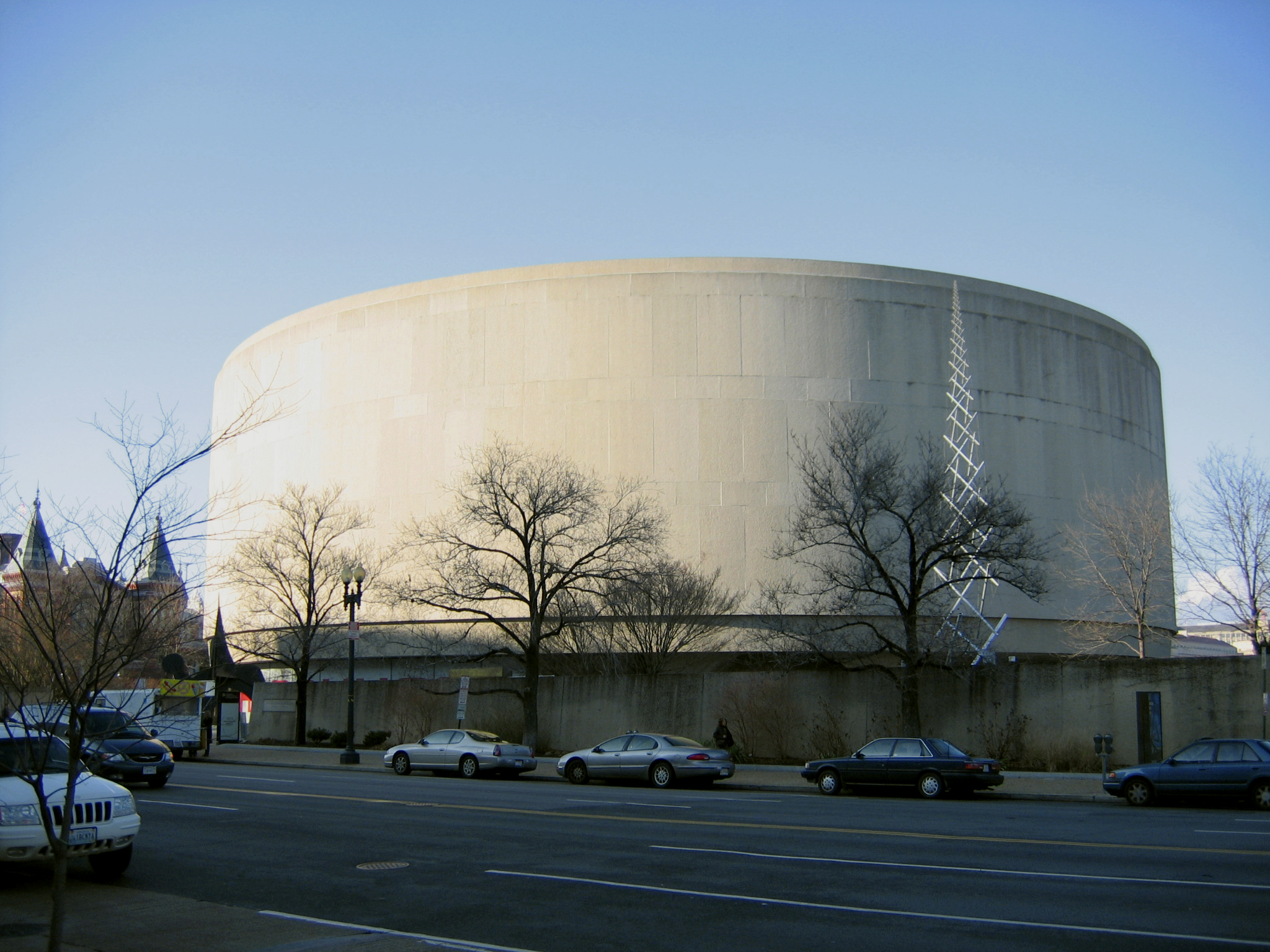
Exterior del museo Hirshorn, Washington D. C.

 En la década de 1950, Bunshaft fue contratado por la Oficina de Operaciones de Edificios Extranjeros del Departamento de Estado como colaborador en el diseño de varios consulados estadounidenses en Alemania.

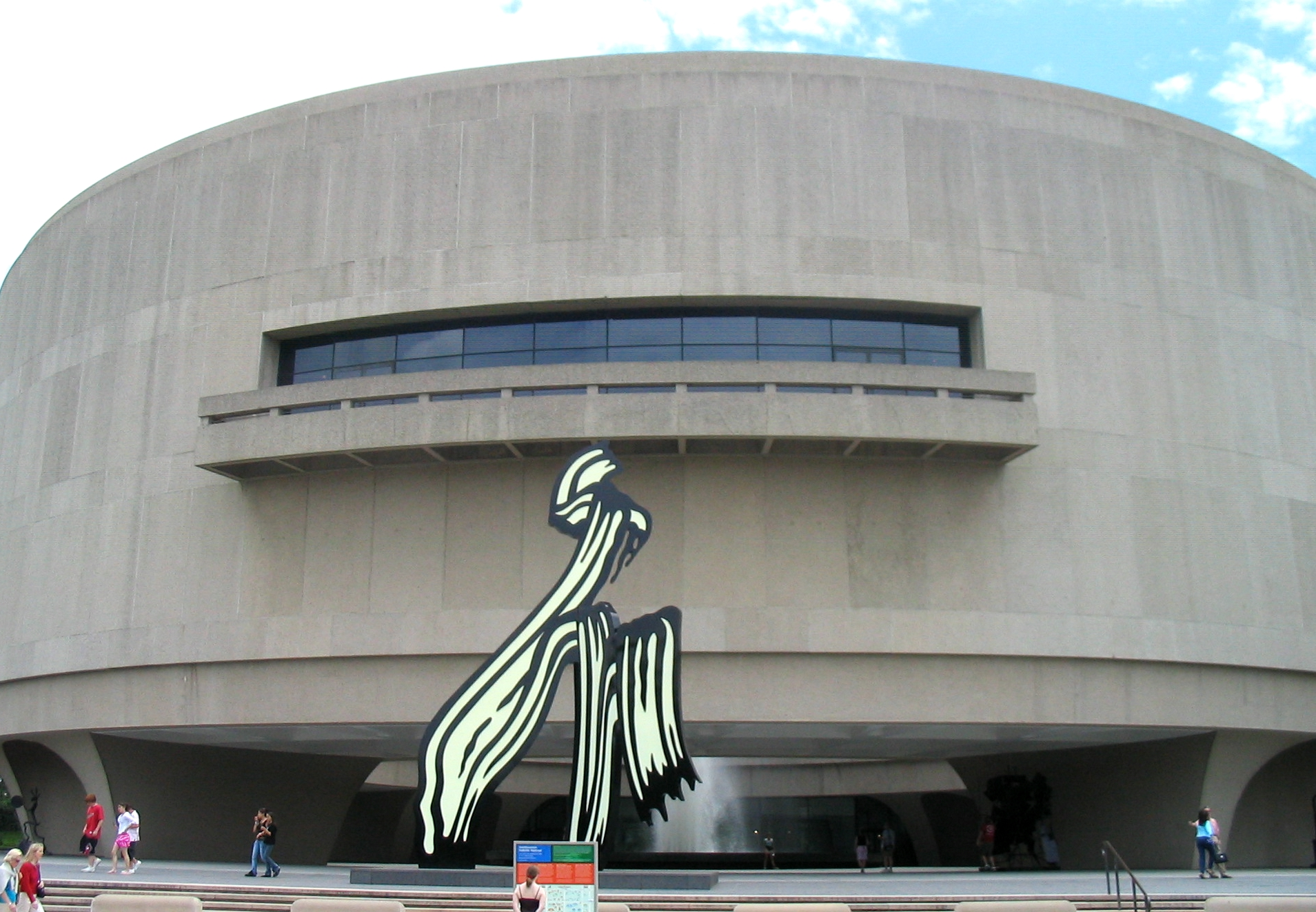
Otra vista del museo Hirshorn.

La única residencia unifamiliar de Bunshaft fue la Travertine House de 210 m², construida para su propia familia. A su muerte, dejó la casa al MoMA, que se la vendió a Martha Stewart en 1995. Su extensa remodelación se estancó en medio de una enconada disputa de planificación con un vecino. En 2005, vendió la casa al magnate textil Donald Maharam, quien describió la casa como "decrépita y en gran parte irreparable" y la demolió, poniendo de manifiesto la falta de protección de las obras mayores del movimiento moderno en los Estados Unidos.

## Premios y honores
Bunshaft fue elegido miembro del Instituto Nacional de Artes y Letras y recibió muchos otros honores y premios. Recibió el Premio Brunner de la Academia Estadounidense y el Instituto de Artes y Letras en 1955, y su medalla de oro en 1984. También recibió el Premio Veinticinco Años del Instituto Estadounidense de Arquitectos por Lever House, en 1980, y el Premio de Arquitectura Pritzker en 1988. En 1958, fue elegido miembro de la Academia Nacional de Diseño como miembro asociado, y se convirtió en miembro de pleno derecho en 1959. De 1963 a 1972, fue miembro de la Comisión de Bellas Artes en Washington.
Al recibir el Premio Pritzker en 1988, para el cual se nominó a sí mismo, [11] pronunció el discurso más corto de todos los ganadores en la historia del premio, declarando:
- "En 1928 entré en la Escuela de Arquitectura del MIT y comencé mi viaje arquitectónico. Hoy, 60 años después, me han entregado el Premio de Arquitectura Pritzker por lo que agradezco a la familia Pritzker y a los distinguidos miembros del comité de selección por honrarme con este prestigioso premio. Es la piedra angular de mi vida en arquitectura. Eso es."

Bunshaft fue administrador del Museo de Arte Moderno. También recibió la Medalla de Honor del Capítulo de Nueva York del Instituto Americano de Arquitectos.

## Legado
Los documentos personales de Bunshaft están en poder del Departamento de Dibujos y Archivos de la Biblioteca Avery de Arquitectura y Bellas Artes de la Universidad de Columbia; sus dibujos arquitectónicos permanecen en SOM.

## Proyectos importantes
- 1951 : Lever House, Nueva York (Estados Unidos)
- 1953 : Manufacturers Hanover Trust Branch Bank, Nueva York (Estados Unidos)
- 1961 ː 28 Liberty Street, Nueva York (Estados Unidos)
- 1962 ː Telus Tower, Montreal (Canadá)
- 1962 : Museo Albright-Knox, Búfalo, (Estados Unidos)
- 1963 : Travertine House, Hamptons (Estados Unidos)
- 1963 : Biblioteca Beinecke de libros raros y manuscritos de la Universidad de Yale, New Haven, Connecticut (Estados Unidos)
- 1965 : Banco Lambert, Bruselas, Bélgica
- 1967 : Marine Midland Building, Nueva York (Estados Unidos)
- 1971 : Biblioteca y Museo Presidencial de Lyndon B. Johnson, Austin, (Estados Unidos)
- 1974 : Solow Building, Nueva York, Nueva York (Estados Unidos)
- 1974 : Museo Hirshhorn y Jardín de Esculturas, Washington D. C., (Estados Unidos)
- 1983 : National Commercial Bank, Yeda, Arabia Saudí

## Galería

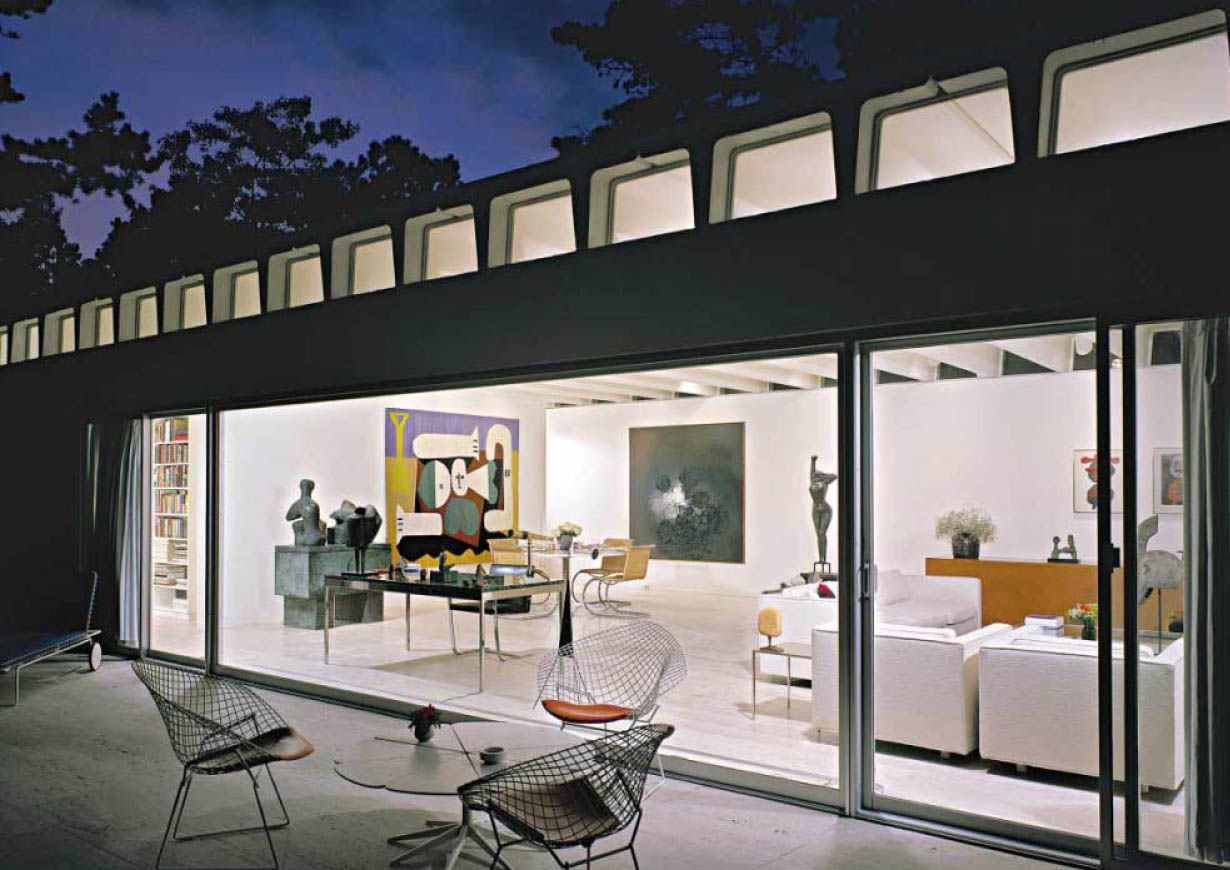
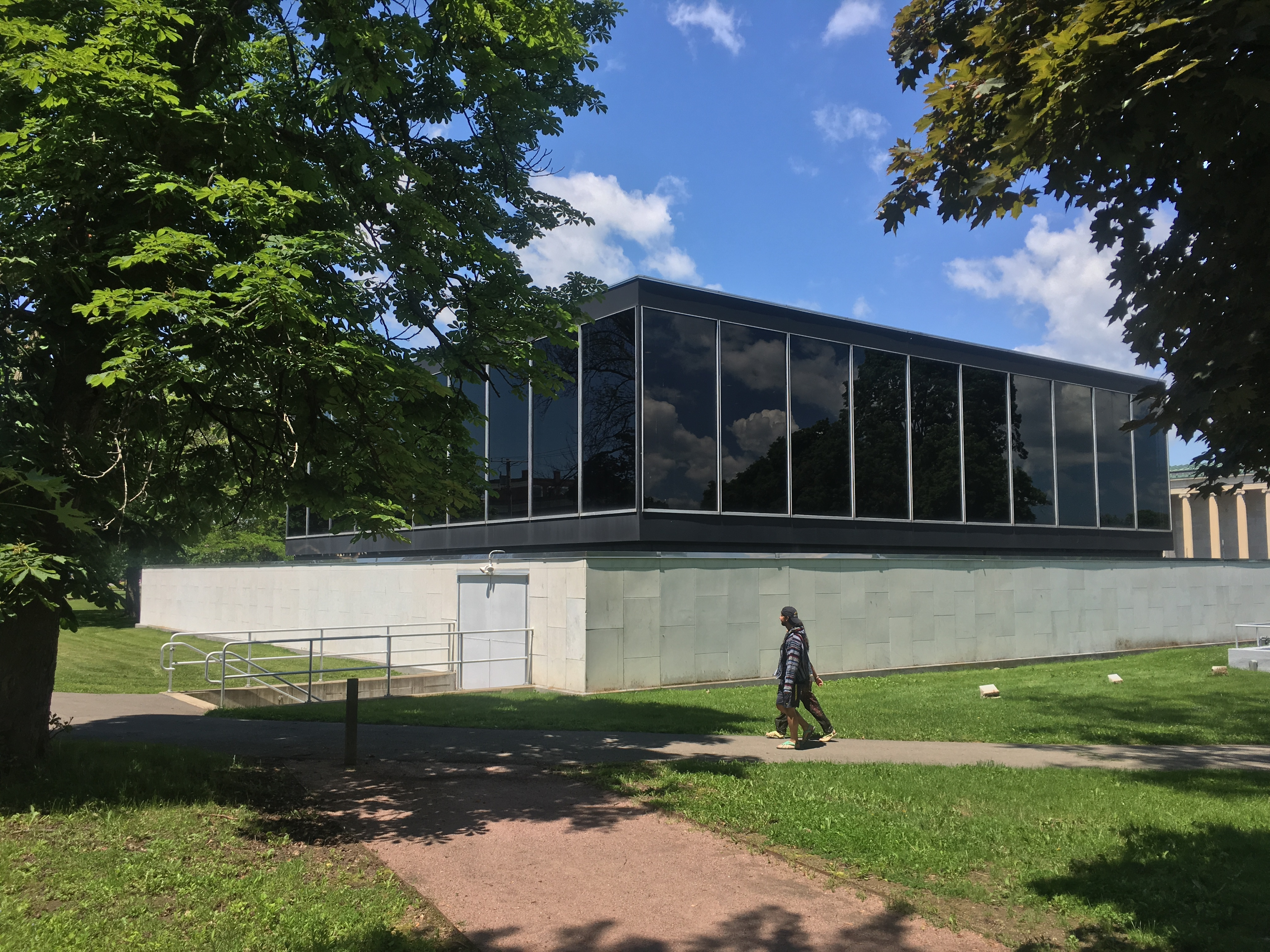
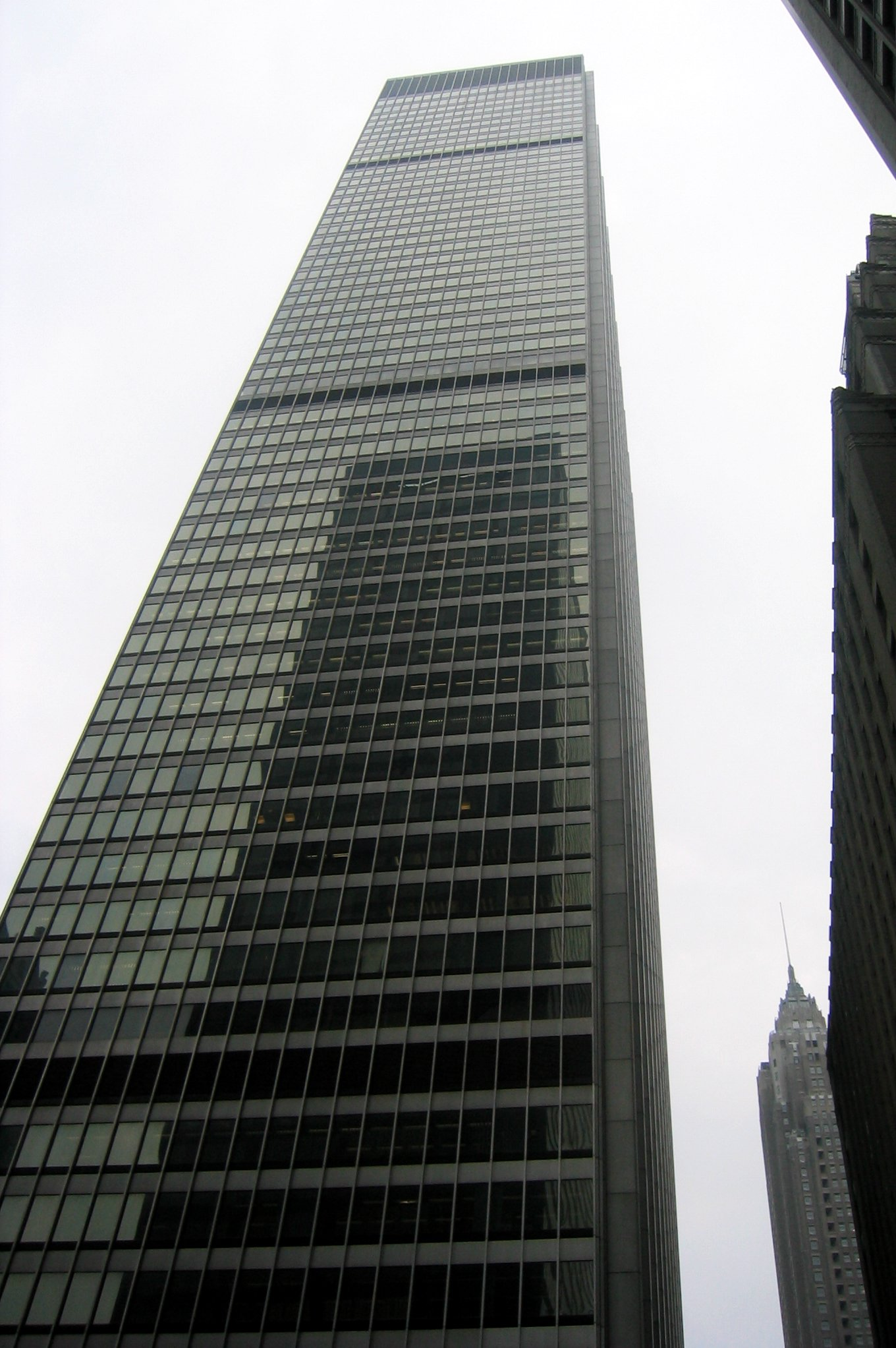
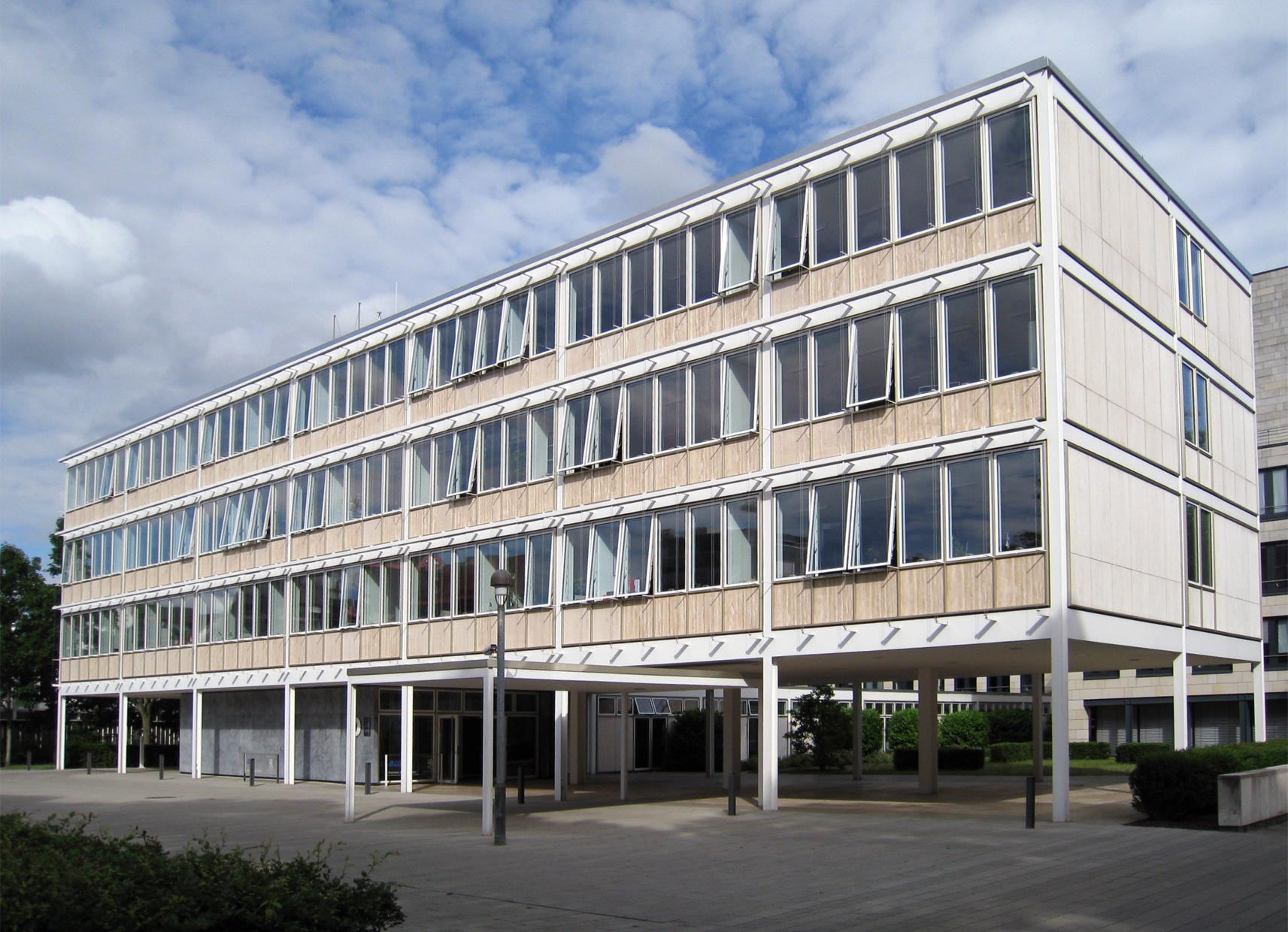
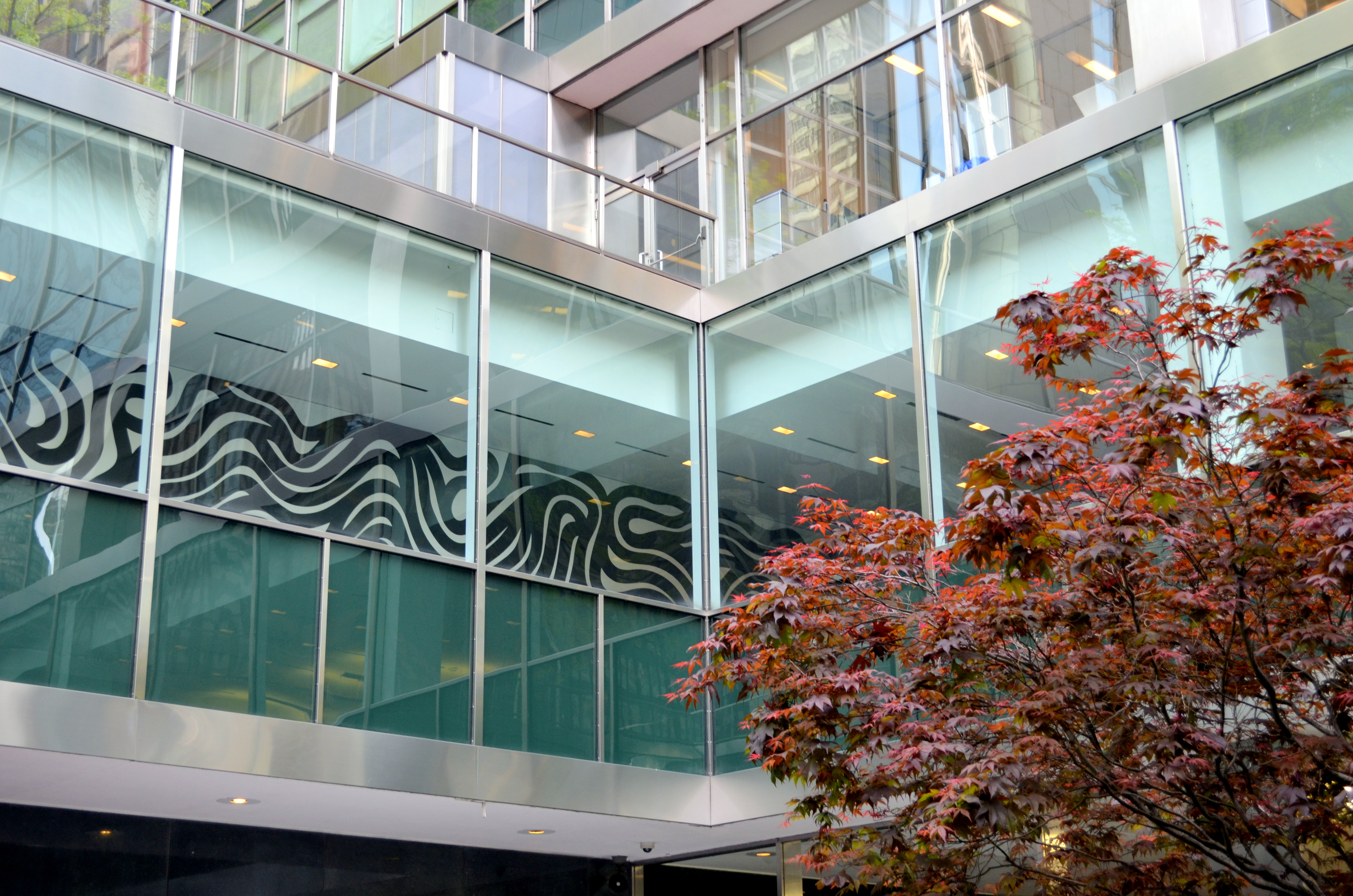
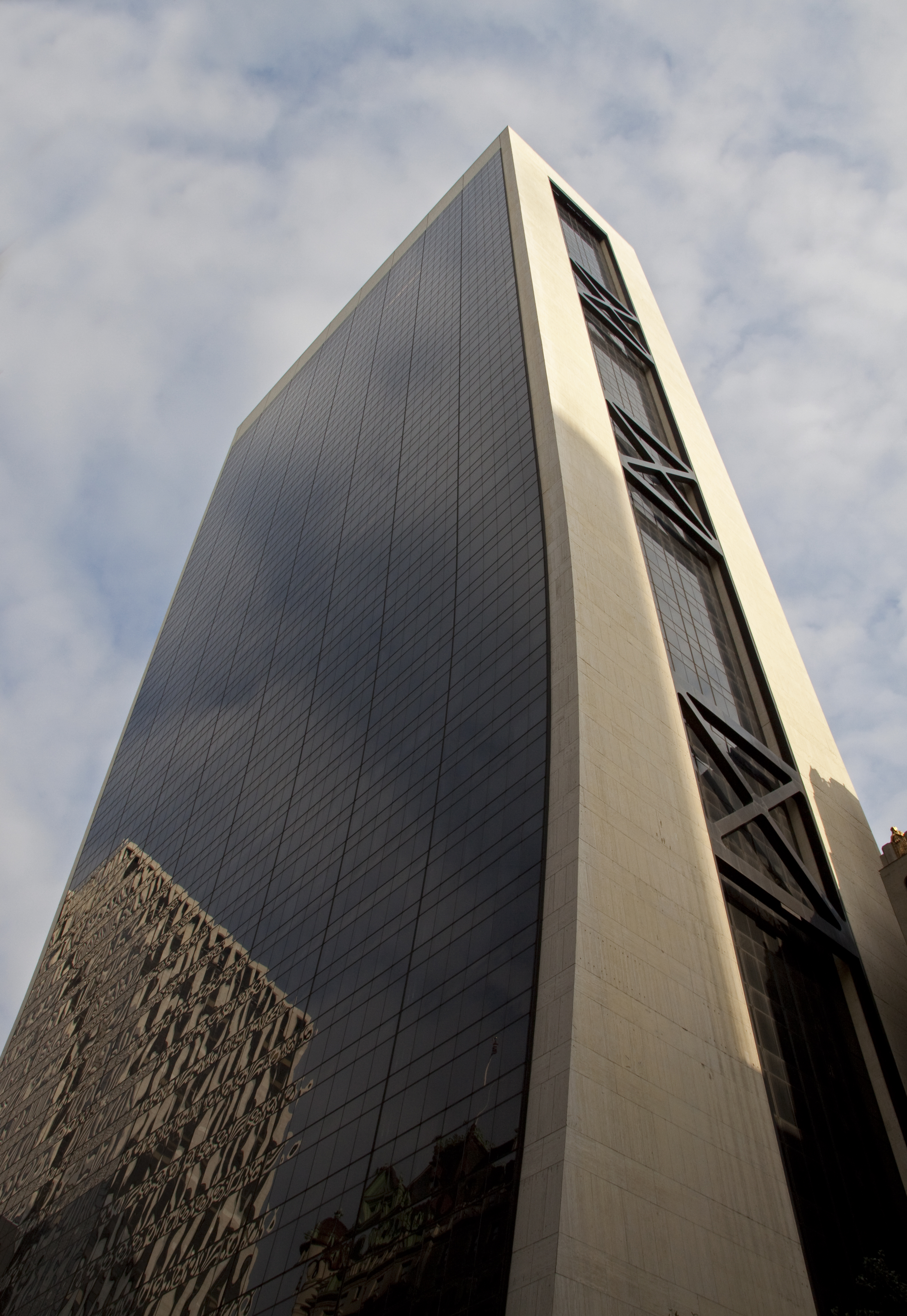
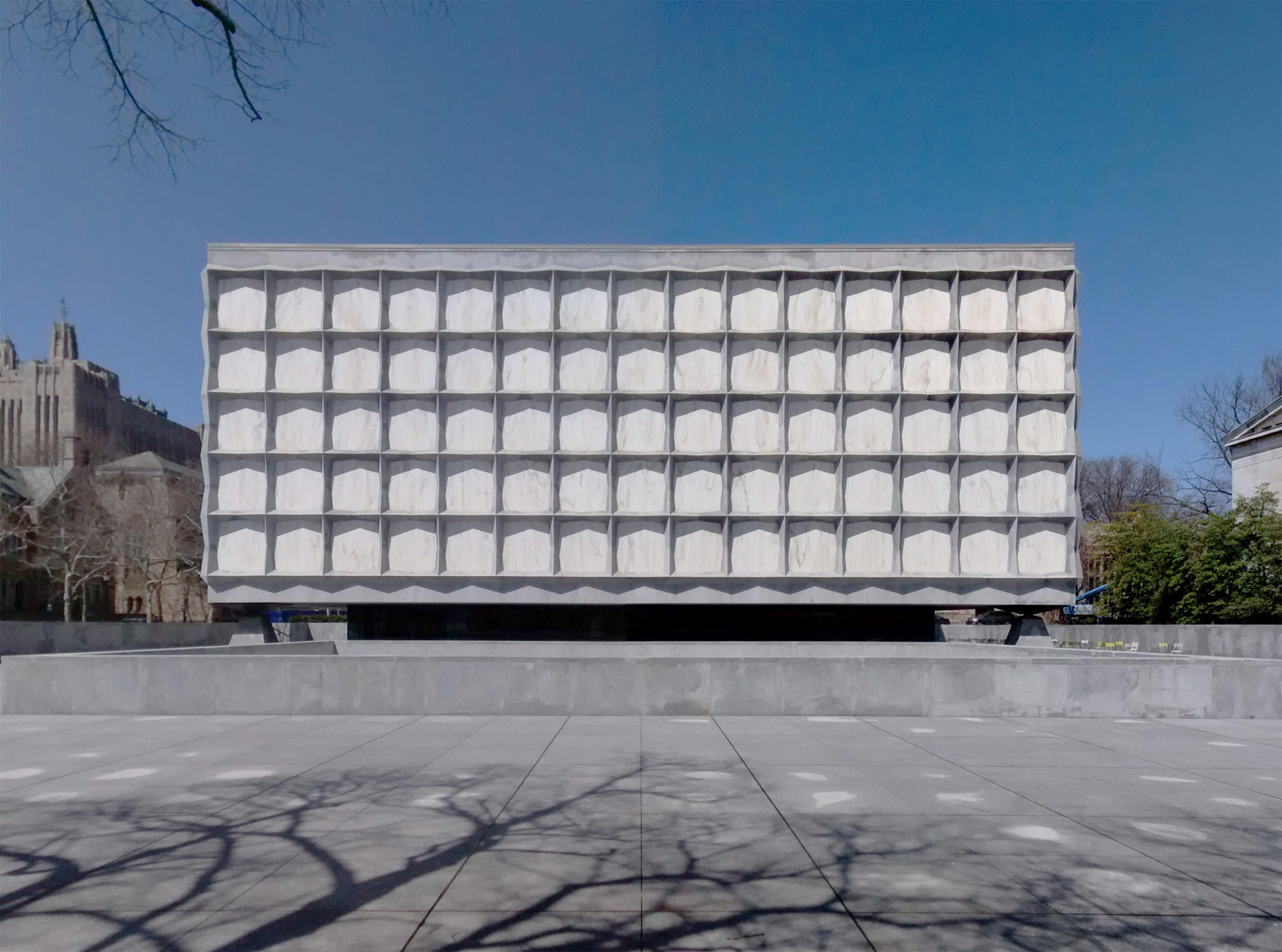
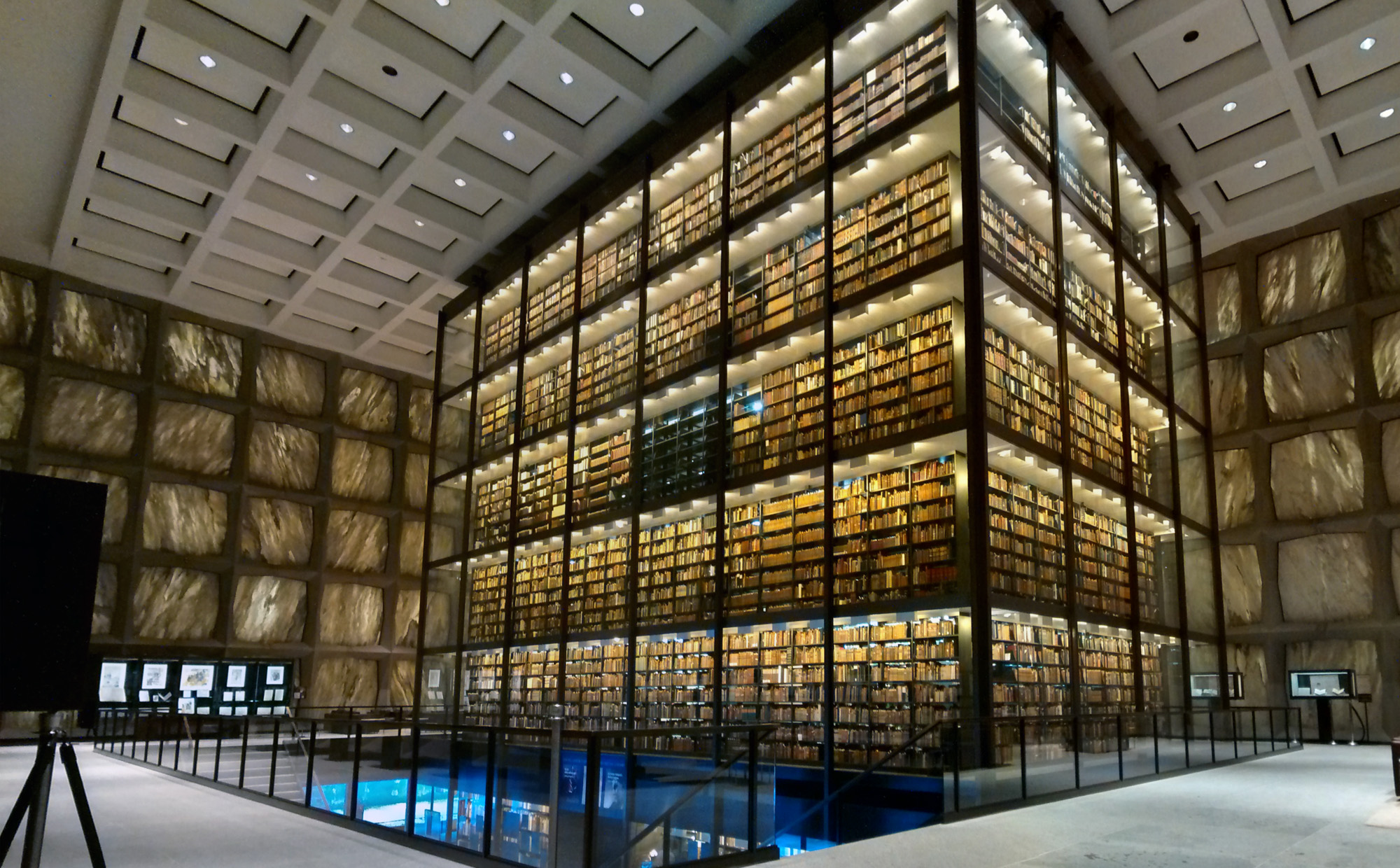

| Predecesor: Kenzō Tange | Premio Pritzker de Arquitectura 1988 (Junto con Oscar Niemeyer) | Sucesor: /Frank Gehry |